# نادي لاميا

ضد باناثينايكوس في كأس اليونان (1965)

نادي لاميا هو نادي كرة قدم يوناني. يقع مقره في لاميا، اليونان. تأسس في عام 1964.

## وصلات خارجية
- الموقع الرسمي (باليونانية)
- لاميا على موقع الدوري اليوناني لكرة القدم (بالإنجليزية)
- لاميا على موقع الاتحاد الأوروبي لكرة القدم (بالإنجليزية)